# Kościoły

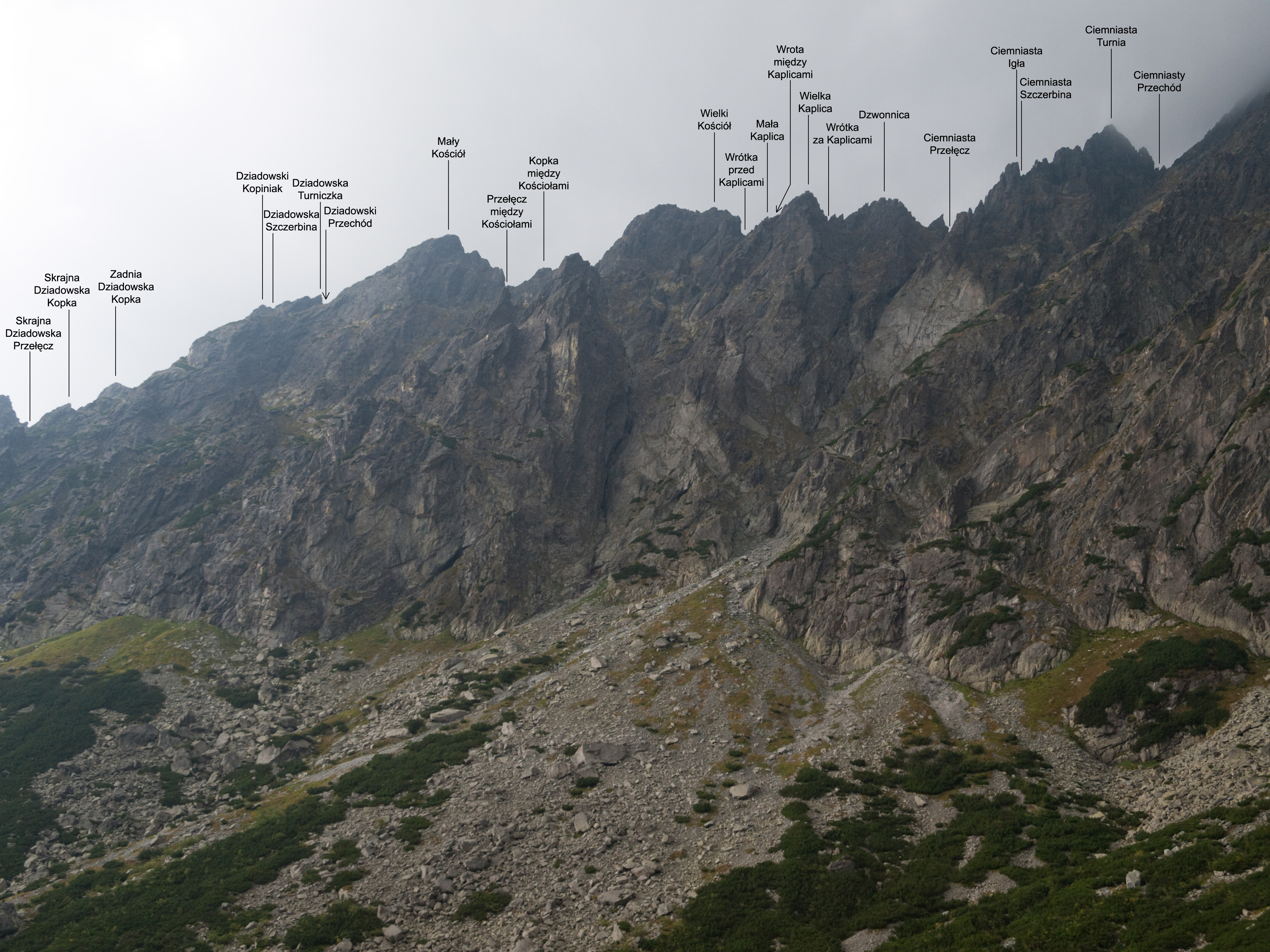
Kościoły i Ciemniasta Turnia z Doliny Małej Zimnej Wody

Kościoły (słow. Kostoly) – grupa turni w Zimnowodzkiej Grani w słowackich Tatrach Wysokich. Wznoszą się one pomiędzy Ciemniastą Przełęczą (Bránička) na północnym zachodzie a Rywocińską Przełęczą (Sedlo za Oštepmi) na południowym wschodzie i górują nad Doliną Małej Zimnej Wody (Malá Studená dolina) oraz Doliną Staroleśną (Veľká Studená dolina). Najwybitniejsze turnie Kościołów to Mały Kościół (2095 m n.p.m.) i Wielki Kościół (2151 m).
Kolejne obiekty w grani Kościołów to (począwszy od Ciemniastej Przełęczy):
- Dzwonnica (Kopa Veľkého Kostola),
- Wrótka za Kaplicami (Vrátka Veľkého Kostola),
- Wielka Kaplica (Veža Veľkého Kostola),
- Wrota między Kaplicami (Brána Veľkého Kostola),
- Mała Kaplica (Vežička Veľkého Kostola),
- Wrótka przed Kaplicami,
- Wielki Kościół (Veľký Kostol, 2151 m),
- Przełęcz między Kościołami (Malá Bránička):
  - Zadnia Przełęcz między Kościołami (ok. 2030 m),
  - Kopka między Kościołami,
  - Skrajna Przełęcz między Kościołami,
- Mały Kościół (Malý Kostol, 2095 m),
- Dziadowski Przechód (Kostolníkov priechod),
- Dziadowska Turniczka (Kostolníkova vežička),
- Dziadowska Szczerbina (Kostolníkova štrbina),
- Dziadowski Kopiniak (Veža nad Ohniskom),
- Dziadowska Przełęcz (Sedlo nad Ohniskom, ok. 1905 m):
  - Zadnia Dziadowska Przełęcz (Zadné kostolníkovo sedlo),
  - Zadnia Dziadowska Kopka (Zadná kostolníkova kôpka),
  - Pośrednia Dziadowska Przełęcz (Prostredné kostolníkovo sedlo),
  - Skrajna Dziadowska Kopka (Predná kostolníkova kôpka),
  - Skrajna Dziadowska Przełęcz (Predné kostolníkovo sedlo),
- Dziadowska Skała (Kopa nad Ohniskom, ok. 1925 m).

Na Kościoły nie prowadzą żadne szlaki turystyczne, są one natomiast udostępnione dla taternictwa.
Pierwszego wejścia na najwyższy punkt grani Kościołów – Wielki Kościół – dokonali 20 sierpnia 1901 r. Karol Englisch i przewodnik Johann Hunsdorfer senior. Zimą powtórzyli to osiągnięcie Jadwiga Pierzchalanka i Jerzy Pierzchała 8 kwietnia 1937 r.